# Isophya iraca
Isophya iraca är en insektsart som beskrevs av Maran 1977. Isophya iraca ingår i släktet Isophya och familjen vårtbitare. Inga underarter finns listade i Catalogue of Life.